# Палата лордов

Флаг Палаты Лордов

Пала́та ло́рдов (англ. The House of Lords of the United Kingdom; House of Peers; полное наименование — Достопочте́нные ло́рды, духо́вные и све́тские, Соединённого короле́вства Великобрита́нии и Се́верной Ирла́ндии, собра́вшиеся в Парла́менте, англ. The Right Honourable the Lords Spiritual and Temporal of the United Kingdom of Great Britain and Northern Ireland in Parliament assembled) — верхняя палата парламента Великобритании.

## История
Палата лордов возникла в парламенте Англии в XIV веке и на тот момент состояла исключительно из крупных феодалов — пэров (англ. peers), титулы которых изначально могли передаваться только по наследству, но своё название она получила лишь в 1544 году, когда уже имела значительно больше власти, чем избираемая палата общин. В 1649 верхняя палата была упразднена революционным правительством, пришедшим к власти в период Английской гражданской войны, но восстановлена в 1660 году.
Палата лордов являлась господствующей силой в политической системе Великобритании до 1830-х годов. В 1833 году Палата лордов выразила недоверие правительству при оценке его политики относительно Испании. Раньше такое голосование повлекло бы за собой отставку правительства. Однако в этот раз оно не ушло в отставку, поскольку Палата общин его поддержала. Таким образом, стал формироваться новый обычай: правительство не уходило в отставку в случаях, когда получало вотум недоверия со стороны Палаты лордов, если при этом оно сохраняло доверие Палаты общин. Во второй половине XIX века чаще стали звучать голоса сторонников полной ликвидации Палаты лордов.

### Реформы XX—XXI века
В XX веке был проведён ряд реформ, направленных на демократизацию, повышение легитимности палаты лордов и укрепление её взаимоотношений с правительством. Так, «Акт о Парламенте» 1911 года существенно ослабил роль палаты, заменив её абсолютное вето в отношении решений палаты общин отлагательным. Акт от 1958 года произвёл двойную реформу: учредил институт пожизненного пэрства и расширил тем самым состав палаты, включив в неё новую категорию лордов — пожизненных пэров, среди которых могли быть и пэрессы, что впервые сделало возможным членство женщин в палате. «Акт о пэрах» 1963 года распространил право женщин быть членами палаты лордов на наследственных пэров. «Акт о палате лордов», принятый в 1999 году, наоборот, значительно сократил численность палаты, лишив права членства в ней большинства наследственных пэров. После проведённой реорганизации в палате осталось только 674 члена, причём лишь 92 из них являются наследственными (до начала реформы в палате было 1165 пэров, из них 650 — наследственных). В 2005 году был принят «Акт о конституционной реформе», лишивший верхнюю палату судебных полномочий и учредивший выборную должность лорда-спикера.
Планы последующих реформ палаты лордов регулярно включались в правительственную повестку лейбористов. В 2001 году предлагалось избирать 20 % состава палаты на всеобщих выборах. В 2003 году были предложены семь вариантов формирования палаты: назначение 100 % членов, выборы 100 % членов, пять комбинаций долей назначаемых и выборных членов палаты с пропорциями 20 %/80%, 40 %/60%, 50 %/50%, 60 %/40%, и 80 %/20%. В 2005 году предлагалось избирать 70 % членов, а остальных назначать по заслугам и опыту независимой общественной комиссией; изменить название на Вторую палату и избирать 80 % её членов. Ни одно из этих предложений не смогло получить необходимой поддержки.

### Выборы в палате лордов
Пэры Шотландии представлены в палате лордов 16 представителями, раз в несколько лет пэры Шотландии выбираются, чтобы избрать представителей Шотландии. Кроме того, в случае возникновения вакансий в Палате Лордов среди наследственных пэров, также проводятся выборы от политических групп, где появилась вакансия.
Первые выборы наследственных пэров от политических групп  прошли 27 октября 1999 года.

## Организация деятельности

### Состав палаты
Британское парламентское право не накладывает каких-либо ограничений на численный состав верхней палаты. В настоящее время палата лордов насчитывает 800 членов и включает лордов духовных и светских.

#### Лорды духовные

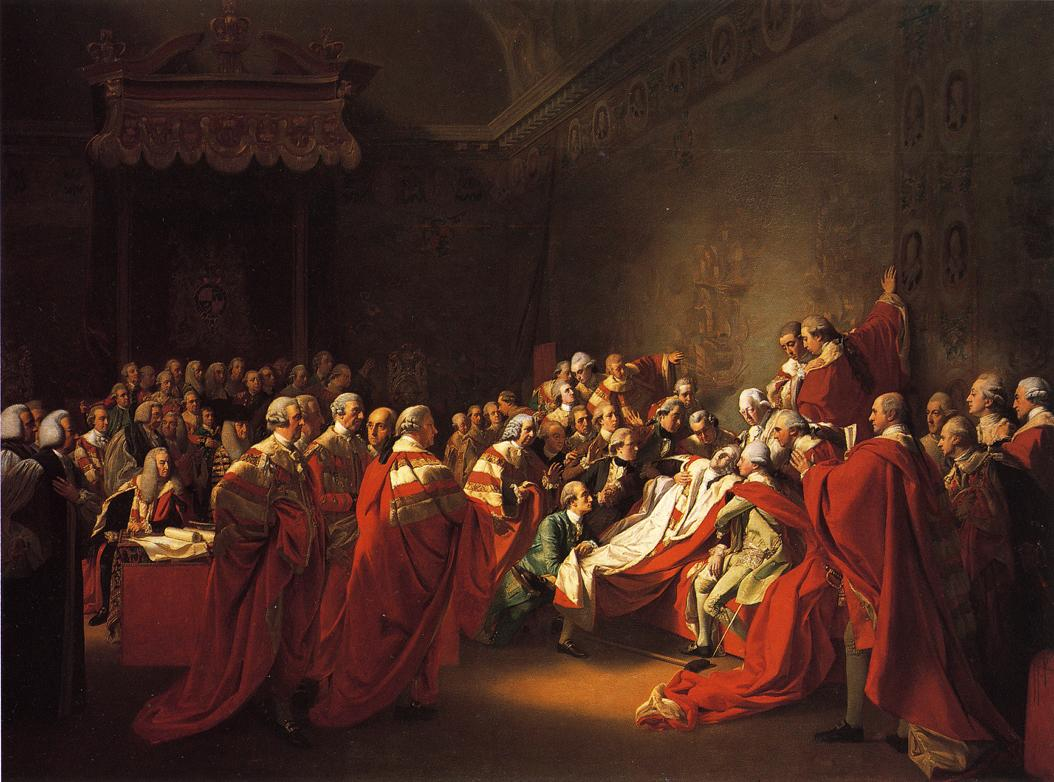
Последняя речь графа Четэма в палате лордов
картина Джона Синглтона Копли
(1779—1780)

Лорды духовные (англ. Lords Spiritual) представлены духовенством англиканской церкви. В настоящее время палата насчитывает 26 духовных лордов. Среди них — 5 важнейших прелатов церкви: Архиепископ Кентерберийский, Архиепископ Йоркский, Епископ Лондона, Епископ Дарема и Епископ Винчестерский, а также 19 диоцезианских епископов. Церковь Шотландии не представлена духовными лордами; будучи пресвитерианской, она не предполагает архиепископов и епископов. Церковь Ирландии была представлена в палате лордов с 1801 года, после того, как Ирландия вошла в состав Соединённого королевства. Из иерархов Ирландской церкви могли заседать четверо (один архиепископ и три епископа), ротируя своих представителей в конце каждой парламентской сессии (длящейся обычно один год). Церковь Ирландии, однако, потеряла статус государственной в 1871 году. Аналогичная ситуация сложилась в отношении церкви Уэльса, переставшей существовать в 1920 году. Таким образом, в настоящее время духовные лорды представляют только англиканскую церковь.
Ранее духовные лорды составляли большинство в палате лордов. С 1539 года в результате «Роспуска монастырей» в состав палаты входили только архиепископы и епископы. В 1642 году в период английской гражданской войны духовные лорды были полностью исключены, но возвращены в соответствии с Актом о церкви 1661 года. Многие духовные лорды были исключены по Манчестерскому акту о епископате 1847 и позднейшим актам.

#### Лорды светские

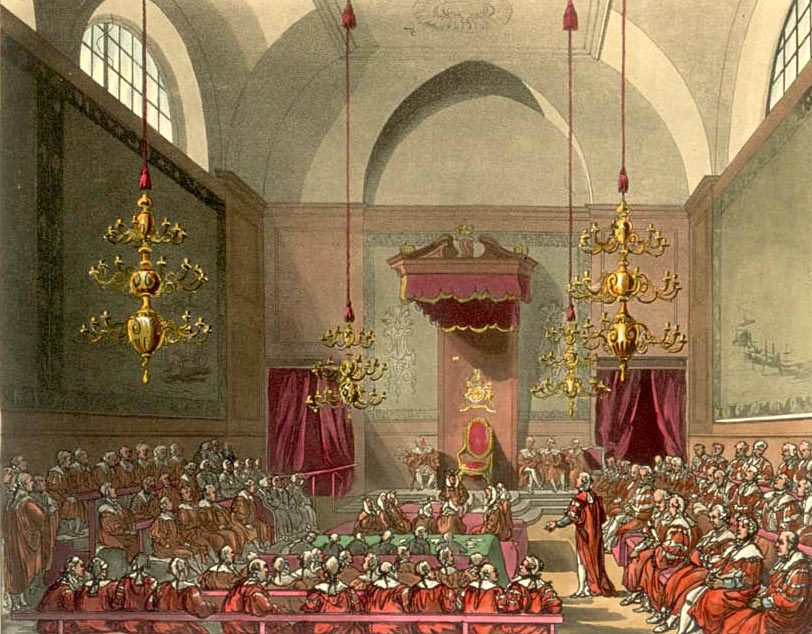
1808-1811 гг.

Лорды светские (англ.  Lords Temporal) образуют самую многочисленную группу в палате со времён «Роспуска монастырей». Среди них различают наследственных и пожизненных пэров.
До реформы 1999 года все наследственные пэры (англ. hereditary peers) имели право заседать в палате по праву рождения, за некоторым исключением. Такие пэры носили наследуемые титулы герцога, маркиза, графа, виконта или барона. К 1951 году всего в палате лордов заседало примерно 850 членов, и наследственные лорды оставались в большинстве даже после введения в 1958 году пожизненного пэрства. Акт о палате лордов 1999 года установил, что отныне наследственные пэры должны избираться, и сократил их число до 92 человек. Из них 2 пэра осталось ввиду наследуемых церемониальных должностей, 15 — выбираются всей палатой, а остальные 75 — политическими партиями, членами которых они являются, при этом число избираемых партией пэров отражает количество занимаемых ей парламентских мест.
Крупнейшей группой светских лордов и всей палаты в целом являются пожизненные пэры (англ. life peers). Согласно Акту о пожизненных пэрах 1958 года, пожизненное пэрство в ранге барона присваивается монархом по представлению премьер-министра за выдающиеся заслуги перед государством и без права передачи титула по наследству. Такой титул получают, как правило, премьер-министры, спикеры и депутаты палаты общин после отставки, а также дипломаты, выдающиеся политические и общественные деятели. Введение пожизненного пэрства увеличило размер палаты лордов до рекордных 1330 членов к октябрю 1999 года, после реформы к марту 2000 года в палате оставалось 669 членов.
Отдельную группу составляют независимые, или беспартийные пэры (англ. crossbenchers), которые избираются Комиссией по назначениям в палату лордов (англ. Lords Appointments Commission), учреждённой с этой целью в 2000 году. Среди независимых членов палаты есть как пожизненные, так и наследственные пэры.
До 2005 года в палату лордов входили и так называемые лорды по апелляциям (англ. Lords of Appeal in Ordinary) — лорды-судьи, пожизненно назначаемые монархом по представлению премьер-министра для осуществления судебных полномочий палаты лордов как высшей апелляционной инстанции. Актом о конституционной реформе 2005 года, вступившим в силу в 2009 году, был учреждён Верховный суд (англ. Supreme Court), состоящий из 12 судей, на который отныне возлагалась эта функция. Первыми судьями были назначены действующие лорды по апелляциям.

### Требования к кандидатам
Нельзя заседать в палате лордов лицам младше 21 года, а также не являющимся подданными Британского Содружества (Британской империи) или Ирландии. Раньше ограничения касательно гражданства были строже: по Акту о престолонаследии 1701 года, и до вступления в силу Акта о британском гражданстве 1948 года, лордами могли стать только лица, родившиеся в Соединённом Королевстве.
Также на членство налагаются ограничения, связанные с банкротством. Лицо не может заседать в верхней палате, если указано в ордере ограничений по банкротству (применимо только для Англии и Уэльса), или если это лицо осуждённый банкрот (в Северной Ирландии), или если его поместье секвестировано (в Шотландии). Финальное ограничение — если лицо признано виновным в государственной измене и полностью не искупило вину, за исключением получения виновным лицом полной амнистии. Следует заметить, что отбывающий срок по прочим статьям не дисквалифицирован.
Дополнительные требования применялись к судебным лордам: они не могли занимать своё место, если не посещали «высшее судебное учреждение» два года или не практиковали как барристер в течение 15 лет. Термин «высшее судебное учреждение» включает в себя Апелляционный суд Англии и Уэльса, или Сессионный суд (Шотландии), или Апелляционный суд Северной Ирландии.
Раньше женщины не могли заседать в палате лордов, даже если они были по праву пэрами. Только с 1958 допустили женщин по Закону о пожизненном пэрстве. Наследуемые пэрессы, однако, продолжали исключаться до Закона о пэрстве 1963. После принятия Закона о палате лордов 1999, наследуемые пэрессы смогли проходить в верхнюю палату. Все женщины палаты лордов — светские леди; англиканская церковь позволила рукоположение женщин-епископов лишь в 2014 году.

## Структура

### Должностные лица

#### Лорд-спикер

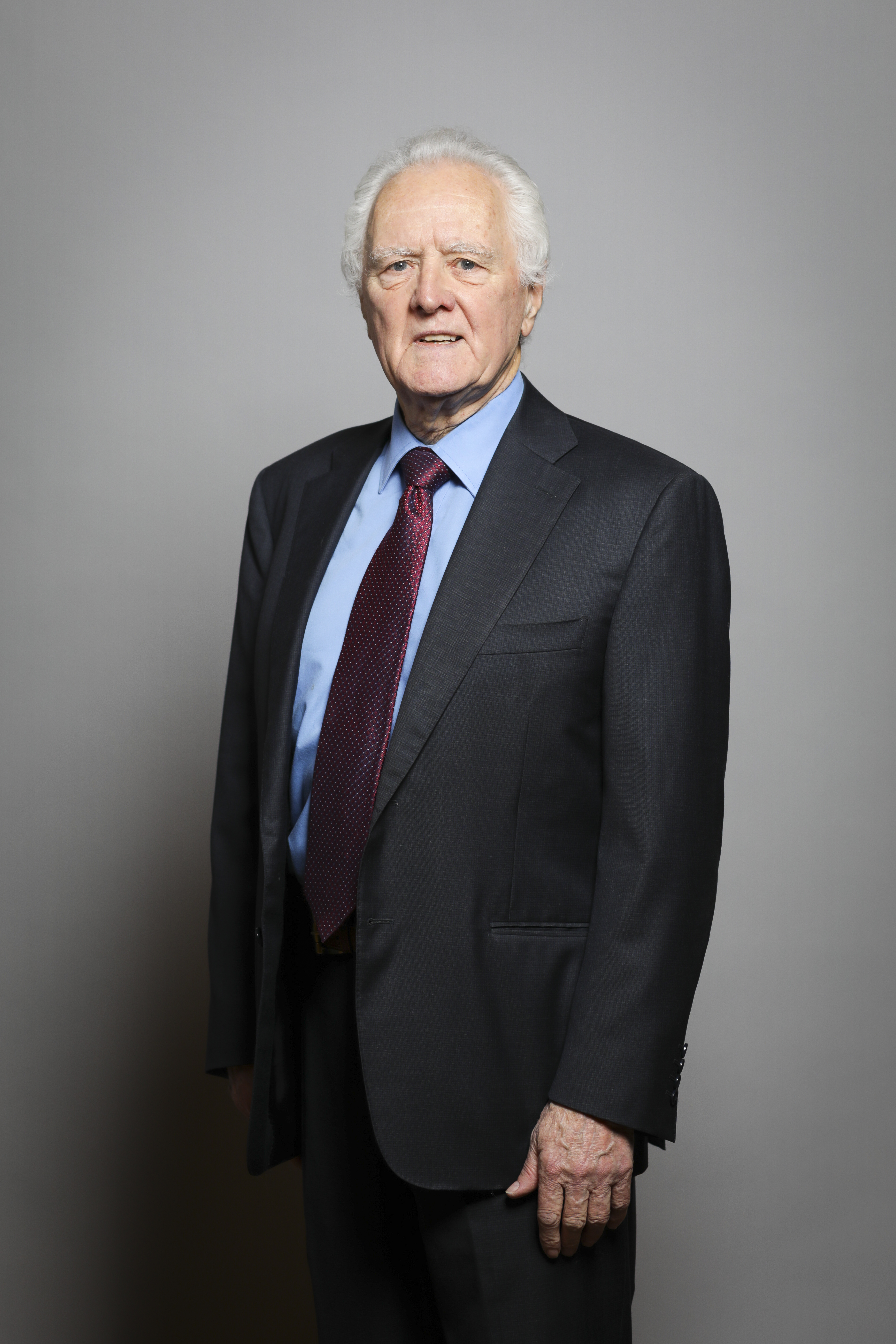
Лорд МакФелл из Алкуита является лордом-спикером палаты лордов с мая 2021 года

Должность лорда-спикера была задумана в 2003 году после принятия решения о разделении обязанностей лорда-канцлера (первоначально должность лорда-канцлера должна была быть упразднена). Специальный комитет палаты лордов изучил вопрос о новой должности председателя палаты, включая и вопрос о её наименовании. По рекомендации комитета должность получила название «лорд-спикер», в том числе и потому, что данное название уже использовалось ранее в регламентах и справочниках.
Лорд-спикер палаты лордов избирается членами палаты и должен быть политически беспристрастным. До июля 2006 г. роль председателя палаты лордов осуществлял лорд-канцлер. Согласно акту о конституционной реформе 2005 года позиция «спикера палаты лордов» (именно так название определено в акте) стала отдельной должностью, позволяя тем самым занять эту должность кому-то другому кроме лорда-канцлера. Лорд-канцлер продолжал исполнять обязанности спикера палаты лордов в переходный период — с момента принятия закона и до вступления закона в силу.
Первым лордом-спикером была баронесса Хелен Хеймен. Текущий лорд-спикер — лорд МакФелл из Алклуита, вступил в должность в мае 2021 года.

### Комитеты
В палате постоянно действуют специализированные комитеты. На сегодняшний день их 5 (Комитет по делам Европейского Союза, Комитет по экономической политике и др.).

### Политические партии
На март 2025 года политическая структура палаты лордов выглядит следующим образом:
| Принадлежность | Принадлежность                    | Пожизненные пэры | Наследственные пэры | Духовные лорды | Итого |
| -------------- | --------------------------------- | ---------------- | ------------------- | -------------- | ----- |
|                | Консервативная партия             | 234              | 45                  | -              | 279   |
|                | Лейбористская партия              | 209              | 4                   | -              | 213   |
|                | Кроссбенчеры                      | 151              | 33                  | -              | 184   |
|                | Либерально-демократическая партия | 75               | 4                   | -              | 79    |
|                | Вне парламентских групп           | 39               | 2                   | -              | 41    |
|                | Прочие                            | 14               | 0                   | -              | 14    |
|                | Лорд-спикер                       | 1                | 0                   | -              | 1     |
|                | Духовные лорды                    | -                | -                   | 23             | 23    |
| Всего          | Всего                             | 723              | 89                  | 23             | 834   |

## Полномочия

### Законодательный процесс

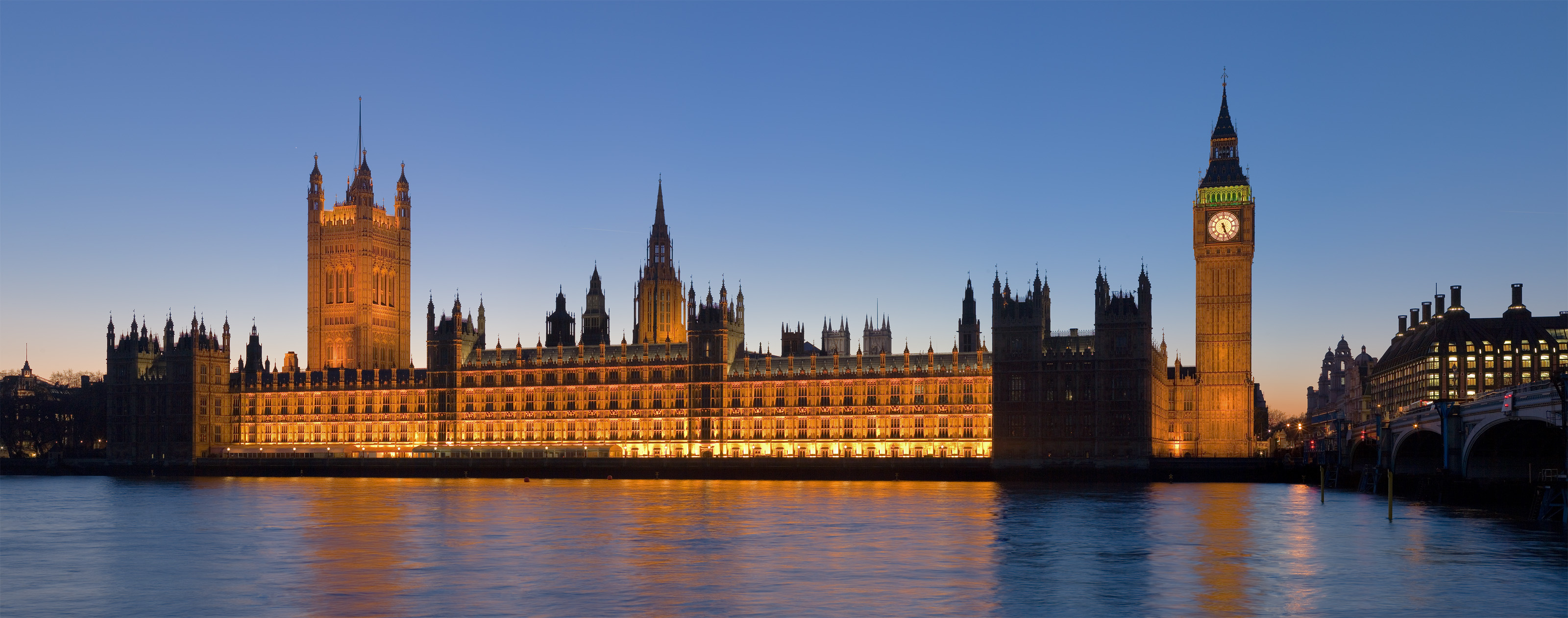
Вестминстерский дворец

Законодательная власть лордов существенно уступает возможностям палаты общин.
Согласно Законам о Парламенте 1911 года, право лордов отвергать билль, прошедший палату общин, было существенно ограничено. Некоторые типы биллей могут быть представлены на Королевское Утверждение без согласия палаты лордов. Палата лордов не может задержать денежный билль (который, по мнению спикера палаты общин, затрагивает сугубо национальное налогообложение или общественные фонды) больше чем на один месяц. Другие публичные билли нельзя задержать больше чем две парламентские ассамблеи, или один календарный год. Это касается только публичных биллей, пришедших из палаты общин, и не имеет силы продолжить срок парламента дольше пяти лет.
По традиции, установившейся ранее Законами о Парламенте, палата лордов также воздерживается от финансовых биллей. Палата лордов не может инициировать билль, касающийся налогов или поставок, или исправлять билль, касающийся налогообложения, или положение или билль о Доверии (палата общин, однако, часто передаёт свои привилегии и позволяет верхней палате делать поправки с финансовыми последствиями).
Кроме того, лорды не имеют возможности противодействовать законодательным инициативам победившей на выборах партии. Конституционное соглашение, известное как Salisbury Convention, определяет, что палата лордов не пытается оппонировать законам, внесённым в исполнение предвыборного манифеста текущего кабинета — который традиционно формируется партией или коалицией, имеющей большинство в палате общин.

### Судебные функции
Судебные функции палаты лордов происходили от древней роли Curia Regis как органа, который рассматривал петиции подданных короля.
Юрисдикция палаты лордов включала, в гражданских и уголовных делах, апелляцию судов Англии, Уэльса и Северной Ирландии. Для Шотландии апелляции возможны только в гражданских делах; шотландский Высший уголовный суд является верховным судом по уголовным делам. Палата лордов не является единственной последней инстанцией Великобритании; в некоторых случаях, эти функции выполняет Судебный комитет Тайного совета. Однако юрисдикция Тайного совета в Великобритании уже, чем у палаты лордов — он рассматривает апелляции церковных и морских судов, импичмент согласно House of Commons Disqualification Act 1975, и некоторые другие дела.
C принятием Акта об апелляционной юрисдикции 1876 года, судебные функции выполнялись не полной палатой, а специально назначаемой монархом группой из 12 «штатных лордов по апелляциям» (англ. Lords of Appeal in Ordinary), или «лордов-законников» (англ. Law Lords) — пожизненных пэров с юридическим опытом, коллективно называемых Апелляционный комитет палаты лордов.
Лорды-законники не были обязаны заседать в полном составе; со Второй мировой войны для каждого рассматриваемого дела формировался отдельный Апелляционный комитет, который обычно состоит из пяти членов (но не менее четырёх), выбираемых Старшим лордом (Senior Lord). Апелляционный комитет, собранный слушать важное дело, может насчитывать до 9 членов, включая Старшего лорда и его заместителя. Хотя Апелляционные комитеты заседают в отдельных комитетских комнатах, окончательное решение оглашается в зале заседаний палаты лордов и от имени полной палаты. Дальнейшие апелляции не рассматриваются палатой лордов, если только дело не касается законов ЕС, в каковом случае апелляцию подают в Суд Европейских сообществ.
Отдельная судебная функция — в которой может участвовать вся палата — попытка импичмента. Импичменты организуются палатой общин, и рассматриваются палатой лордов; признание требует большинства голосов. Импичменты давно не случаются; последний был относительно Генри Дандаса в 1806 году.
Палата лордов раньше также была судом над пэрами, обвинёнными в государственной измене. В таких случаях председательствует не лорд-спикер, а лорд-распорядитель, назначаемый специально для суда. Если парламент не был на сессии, то пэров судят Судом лорда-распорядителя. Но это верно для светских лордов; если обвиняемый пэр—духовный, то используется Церковный суд. В 1948 году право пэров на отдельный суд было отменено.
Акт о конституционной реформе 2005 года привёл к созданию в 2009 г. отдельного Верховного суда Великобритании, которому передали судебные функции палаты лордов, а также судебные функции Тайного совета по вопросам деволюции — рассмотрения местного законодательства, принятого парламентами Шотландии, Уэльса и Северной Ирландии. Также судебные функции потеряла должность лорда-канцлера, который до реформы был одновременно правительственным министром и судьёй Высокого суда. Частично это было мотивировано тем, что исторически сложившаяся связь законодательной, исполнительной и судебной власти противоречит требованиям Европейской конвенции по правам человека, основанной на теории о разделении ветвей власти.

### Отношения с правительством
В отличие от палаты общин, палата лордов не контролирует срок премьер-министра или правительства. Только нижняя палата может принудить премьера к отставке или вызвать выборы передавая вотум недоверия или withdrawing supply. Этим ограничивается слишком пристальное внимание к правительству.
Большинство министров кабинета происходят из палаты общин. В частности, все премьеры после 1902 были членами нижней палаты. (Алек Дуглас-Хьюм, ставший премьером в 1963, будучи графом и членом палаты лордов, вскоре после этого отказался от пэрства и был выбран в палату общин). Главные должности кабинета (кроме Лорд канцлера и Лидера палаты лордов) не были заполнены пэрами с 1982. Однако палата лордов остаётся источником для младших министров.